# Константин VII Багренородни
Константин VII Порфирогенит (на гръцки: Κωνσταντίνος Ζ' ο Πορφυρογέννητος; на латински: Constantinus VII Porphyrogenitus) е ромейски (източноримски) император (василевс), управлявал Източната римска империя (Византия) от 913 г. (фактически от 945 г.) до смъртта си през 959 г. Принадлежи към т.нар. Македонска династия.

## Произход
Константин VII Багренородни е син на император Лъв VI Философ и Зоя Карбонопсина. Името Багренородни, или Порфирогенит, т.е. „роден в пурпур“, получава тъй като е роден през управлението на баща си, което по рождение му дава законни права на престолонаследник.

## Управление

### Съимператор с Александър III
След смъртта на Лъв VI през 912 г. има спорове относно легитимността на малолетния Константин, тъй като е син от четвъртия брак, обявен за незаконен от заточения по това време патриарх Николай Мистик. Тогава Константин става съимператор заедно с чичо си Александър, който вероятно е обмислял да се отърве от невръстния си племенник. При Александър е подновена войната срещу България, която предстояло да постави Империята пред сериозни затруднения.

### Регентство на Зоя Карбонопсина
След като император Александър умира в 913 г., властта преминава в регентски съвет, оглавяван от патриарх Николай Мистик. Несигурността в боричканията за власт между придворните фракции са причина Николай Мистик да потърси съдействието на българския княз Симеон I, който получава предложението да стане тъст и закрилник на малолетния император Константин VII. Патриархът обаче скоро губи политическото си влияние и в периода 914 – 920 година регент на Константин VII е майка му Зоя Карбонопсина, която оттегля предложението за съюз с българите.
Симеон I, който е измамен в очакванията си, че ще получи контрол над управлението на империята, продължава войната и предприема серия от опустошителни походи в Тракия и Северна Елада, с цел да принуди регентството на отстъпки. По време на този конфликт ромейските войски търпят военни поражения от българите, които няколко пъти дори стигат до Константинопол. Империята отговаря като изпраща значителна армия на поход срещу България. В грандиозната Битка при река Ахелой на 20 август 917 г. имперските сили водени от Лъв Фока са разгромени от войските на Симеон I. Това води до разклащане на позициите на регентството, а Зоя губи подкрепа.

### Съуправление с Роман Лакапин
Императрицата-регент напразно се опитва да намери поддръжници на режима си, докато в сложните дворцови интриги различни пълководци и сановници се борят за влияние. През 919 г. се засилват позициите на Роман Лакапин, който в резултат на умели ходове се издига от друнгарий (флотски офицер) до водещ участник в държавната политика. От 920 г. регент вече е той. Получавайки широка обществена подкрепа, той поема властта, след като отстранява чрез преврат станалата непопулярна Зоя, която е пратена в манастир. Роман става управляващ съимператор с титлата василеопатор (от гр. „баща на василевса“), след като се сродява с императорската династия, оженвайки 14-годишния Константин VII Порфирогенет за дъщеря си Елена. Присвоявайки си титлите „Василевс“ и „Василеопатор“ той фактически узурпира управлението по мирен път.
Тези действия на Лакапин провалят амбициозните планове на българския цар да установи контрол над ромейското правителство и да влезе в Константинопол като император. Обявявайки Роман Лакапин за узурпатор, Симеон претендира за титлите „Василевс“ и „Самодържец на всички българи и ромеи“, изисква да бъде избран за василеопатор на Константин VII, завладява византийски земи в Тракия, демонстративно обсажда Константинопол и води преговори с арабите за съвместни действия против Византия. Войната с българите приключва през 927 г., след смъртта на Симеон I. С новия български владетел Петър I е сключен договор за мир продължил 4 десетилетия, но в замяна на това империята прави редица отстъпки, включително и признание на титлата „Цар на българите“ и обособяване на независима българска патриаршия. В последвалите години Византия политически се стабилизира. Роман I Лакапин фактически контролира властта и прави кесари, съимператори, трима от синовете си – Христофор Лакапин, Стефан Лакапин и Константин Лакапин. Въпреки че е пълнолетен, Константин VII Порфирогенит има второстепенна роля в управлението и посвещава повечето си време на дворцовите церемонии или изучаването на различни науки. Тогава и по-късно той се изявява, като образован владетел с литературни интереси, учен и писател. Той създава около себе си кръг от писатели, поети и историци, което дава основание на редица модерни автори да говорят за „Македонски ренесанс“ в средата на Х в. Самият василевс Константин е автор на редица съчинения: „За управлението на империята“ (съвети към сина му Роман, съдържащи ценни исторически и етнографски данни за съседите на Византия), „За церемониите във византийския двор“, „За темите“ и едно животоописание/биография на дядо му Василий I, в което се опитва да защити неговите действия (включително убийството на Михаил III) и да възвеличи политическата му влиятелност.В съчиненията си той пише, че императорът е длъжен да управлява заради истината, в съгласие със закона и справедливостта, като роб и слуга Божий, и при изпадане в грехове и превръщане в деспот, става омразен на народа и може да бъде свален, което разглежда като положително явление, проява на Божията воля.

### Самостоятелно управление
След детронирането на Роман I Лакапин, в резултат на дворцов преврат, Константин VII успява да поеме управлението в империята (първо - на 16 декември 944 г. - Роман Лакапин е принуден да абдикира и пратен в манастир от синовете си, но на 27 януари 945 г. те са отстранени по същия начин от Константин VII Багренородни, който успява да детронира братята на съпругата си и възвръща или по-скоро - най-накрая си извоюва - едноличната си власт). Начело на държавата той подобрява администрацията й, като следва аграрната (отнасяща се до въпросите на владеенето и управлението на земеделската земя) политика на Лакапин в интерес на дребните собственици и широките слоеве от населението, които са гръбнака на армията и икономиката. Издава няколко новели (закони) за защита на селските общини и войнишкото население от домогванията на едрите земевладелци (т.нар. динати).
Самостоятелното му управление се отличава и със спокойствие и мир на границата с Българското царство. На изток, ромейските военачалници постигат променливи успехи срещу арабите в Северна Сирия и Северна Месопотамия, въпреки че междувременно се проваля военноморската експедиция срещу пиратите от Критския емират (949 г.) В 952 г. имперската армия пресича река Ефрат, а към 958 г. офанзивата стига до крепостта Самосата, която е завладяна. През 957 г. арабски флот е унищожен с помощта на „гръцкия огън“.
Започват мисии за покръстването на Киевска Рус, императорът става кръстник на княгиня Олга Киевска, майка на Светослав I Игоревич. Установени са дипломатически отношения с Кордовския халифат в Испания и с императора на Свещената Римска империя. Константин VII е компетентен администратор, но е по-заинтересован от научните си занимания, отколкото от управлението и прехвърля изпълнението на повечето задължения върху бюрократите и военачалниците си, както и върху енергичната си съпруга Елена Лакапина. Той умира в 959 г., според слуховете - отровен от снаха си Анастасо-Теофано.